# 北の宿から
「北の宿から」（きたのやどから）は、1975年12月1日に発売された都はるみの67枚目のシングル。

## 解説
- 140万枚を超える売り上げを記録し、都にとっては「アンコ椿は恋の花」「涙の連絡船」に続いて3曲目のミリオンセラーシングルとなった。1990年時点での売上は145万枚[2]。
- 1975年の『第26回NHK紅白歌合戦』と翌1976年の『第27回NHK紅白歌合戦』で歌唱されている。
- 第7回日本歌謡大賞および第18回日本レコード大賞の大賞を受賞した。日本レコード大賞と日本有線大賞のダブル受賞は史上初の快挙であった。

### 歌詞
作詞者の阿久悠は都の元気の良さを生かそうと考え、『野郎』というタイトルの詞を作ったが不採用になり、急遽イメージを転換して本曲を書いた。「別れた男性のセーターを編む」というのは別れに決着をつける儀式であり、「死んでもいいですか」は自嘲気味のひとり芝居というイメージで作詞した。
「演歌撲滅運動」なるキャンペーンを提唱した淡谷のり子は本曲を名指しで批判した。阿久は「僕は強い女を書いたつもりだったのに、怖い女あるいは悲しい女を描いたと受けとられた」と述懐している。
都が音楽番組で歌唱する際は「大サビ」としてサビの部分をリフレインし、音程を上げて歌うパターンが多く披露されていた（レコード音源にはそのようなパートはない）。

### 旋律
フレデリック・ショパンのピアノ協奏曲第1番の第1楽章のピアノ独奏部分の冒頭部との類似が指摘されている。作曲者の小林亜星はこの曲を元に作曲したわけではない、と述べている。ショパンは1849年に亡くなっており、同曲が発表された1975年時点ではピアノ協奏曲の著作権は消滅していた。小林は後に懇意のヴァイオリニスト、天満敦子のためにこの曲のヴァイオリン編曲版を発表している。

### チャートアクション
- オリコンシングルチャートの1976年の年間第3位、1977年の年間11位を獲得した[1]。オリコンシングルチャート史上100曲目の週間1位作品でもある。初登場時は83位だったが、発売約1か月後に『第26回NHK紅白歌合戦』で歌われ、約半年後にはトップ10にランクイン。年末の音楽賞レースの影響で44週目（1976年12月6日付）に1位を獲得した。この到達週記録は2003年に中島みゆきの「地上の星/ヘッドライト・テールライト」に破られるまで1位であった。その後12月20日付から1977年1月10日付まで3週連続で1位を記録している[1]。

## 収録曲
- 両楽曲共に、作詞：阿久悠／作曲：小林亜星

1. 北の宿から（3分47秒）
編曲：竹村次郎
2. 風の噂（3分5秒）
編曲：栗田俊夫

## カバー
- 1977年、石川さゆり（アルバム『能登半島』収録）
- 1978年、テレサ・テン（アルバム『心にのこる夜の唄』収録）
- 1978年、青江三奈（アルバム『君の唇に色あせぬ言葉を 〜阿久 悠 作詞集』収録）
- 1979年、研ナオコ（アルバム『NAOKO VS AKU YU』収録）
- 1996年、天童よしみ（アルバム『天童節 昭和演歌名曲選 第十七集』収録）
- 2002年、坂本冬美（アルバム『坂本冬美 ヒットカバー名曲集』収録）
- 2007年、クミコ（アルバム『十年 ～70年代の歌たち～』収録）
- 2009年、イルカ（アルバム『歌鬼2〜阿久悠 vs. フォーク〜』収録）
- 2013年、桑田佳祐（AAAイベント『昭和八十八年度!第二回ひとり紅白歌合戦』で歌唱）
- 2013年、岩佐美咲（アルバム『リクエスト・カバーズ』収録）
- 2014年、岩崎宏美（アルバム『Dear Friends VII 阿久悠トリビュート』収録）
- 2015年、角川博（アルバム『女ごころ…ヒットカバー集』に収録）
- 2015年、市川由紀乃（アルバム『唄女 うたいびと ～昭和歌謡コレクション』収録）
- 2016年、吉幾三（アルバム『あの頃の青春を詩う vol.3』に収録）
- 2016年、松前ひろ子（アルバム『松前ひろ子 全曲集～挽歌の岬～』収録）
- 2017年、北原ミレイ（アルバム『北原ミレイ～阿久悠作品を歌う』収録）
- 2018年、葵かを里（アルバム『葵かを里全曲集～金沢茶屋街～』収録）
- 2020年、UA（トリビュートアルバム『都はるみを好きになった人 ～Tribute to Harumi Miyako～』収録）

## エピソード
発売当時の値段は500円。
1978年に北朝鮮拉致被害にあった地村（旧姓濱本）富貴恵は、拉致された当時この曲を口ずさむことで辛い境遇を慰めていた。
「日清のどん兵衛」のCMにてBGMとして使用された。